# Anoploderomorpha luteovittata
Anoploderomorpha luteovittata es una especie de escarabajo longicornio del género Anoploderomorpha, tribu Lepturini, subfamilia Lepturinae. Fue descrita científicamente por Pic en 1955.

## Descripción
Mide 12 milímetros de longitud.

## Distribución
Se distribuye por Vietnam.